# Rattler (Schiff, 1844)
Die dampfgetriebene Sloop HMS Rattler war das erste Schraubendampfschiff der britischen Admiralität und gewann 1845 einen historischen Wettkampf gegen die Raddampffregatte Alecto.

## Geschichte
Die Rattler wurde 1843 aufgrund der Förderung von Prinz Albert, dem Ehemann von Königin Victoria, von der Werft Sheerness Dockyard nach Plänen des Ingenieurs Francis Pettit Smith als Versuchsschiff für die britische Admiralität gebaut, um die Leistungsfähigkeit des Schiffspropellers zu erproben. Am 3. April 1845 trat sie gegen die Ende 1839 fertiggestellte gleich große und gleich starke Raddampffregatte Alecto zu einem Wettbewerb an, um herauszufinden, welcher Schiffsantrieb der leistungsfähigere sei. Zunächst traten beide Schiffe in der Nordsee zu mehreren Wettrennen, unter anderem an einem windstillen Tag über 100 Seemeilen, gegeneinander an, aus welchen die Rattler als klarer Sieger hervorging. Anschließend wurden beide Dampffregatten Heck an Heck miteinander vertäut um nach einem Signal mit voller Kraft gegeneinander zu ziehen. Auch dabei war die Rattler der eindeutige Sieger, denn sie schleppte die Alecto mit etwa 2,5 Knoten über deren Heck in ihre Richtung.
In der Rückschau stellte sich dieser Wettkampf allerdings als öffentlichkeitswirksame Werbeveranstaltung für die neue Antriebstechnik heraus, da die britische Admiralität zu diesem Zeitpunkt schon um die Überlegenheit des neuen Antriebs wusste und weitere propellergetriebene Schiffe auch schon bestellt waren. Schon im selben Jahr wurden die Erkenntnisse aus den Versuchen mit der Rattler beim Bau des Schraubendampfers Dwarf verwendet.
Die Rattler diente bis 1856 für die Royal Navy und wurde dann abgebrochen.